# Portela de Portomourisco
Portela de Portomourisco (llamada oficialmente A Portela de Portomourisco) es un lugar situado en la parroquia de Portomourisco, del municipio español de Petín, en la provincia de Orense, Galicia.

## Demografía
| Gráfica de evolución demográfica de Portela de Portomourisco entre 2000 y 2023 |
|                                                                                |
| Datos según el nomenclátor publicado por el INE.                               |